# Ahlem
Ahlem è una frazione (Stadtteil) della città di Hannover, nel land della Bassa Sassonia, in Germania.

## Storia
Già comune autonomo nel circondario di Linden, passò a quello di Hannover nel 1932; fu soppresso e incorporato a Hannover il 1º marzo 1974.